# Bohuslav Martinů
Bohuslav Martinů (Polička, 8. prosinca 1890. – Liestal, Švicarska, 28. kolovoza 1959.), češki skladatelj.
Predstavnik je češke moderne. Djelovao je u Parizu, SAD-u (sveučilišni profesor na Princetonu) i Pragu. U njegovoj glazbi, posebno u melodici i ritmici, osjeća se prizvuk češkog folklora, a stilski prevladavaju neoklasičarska obilježja.

## Djela
- šest simfonija,
- "Spomenica Lidicama",
- "Concerto grosso",
- oratorij "Gilgameš",
- opere: "Julietta", "Komedija na mostu", "Vjenčanje", "Grčka pasija",
- baleti "Istar", "Štapić";
- filmska glazba.

## Vanjske poveznice
- (češ.) Nadace Bohuslava Martinů
- (češ.) Katalog skladeb Bohuslava Martinů
- (češ.) Centrum Bohuslava Martinů v Poličce